# Hydra Cove
Die Hydra Cove ist eine kleine halbkreisförmige Bucht im Nordosten der Livingston-Insel im Archipel der Südlichen Shetlandinseln. Ihr Kopfende wird vom 35 m hohen Morton-Kliff überragt, das die westliche Geländestufe des Williams Point bildet.
Die Bucht gehört zu den geografischen Objekten im Gebiet des Williams Point, die nach Fabelwesen benannt sind. Das UK Antarctic Place-Names Committee benannte sie 1998 nach der Hydra aus der griechischen Mythologie.